# 岩花山

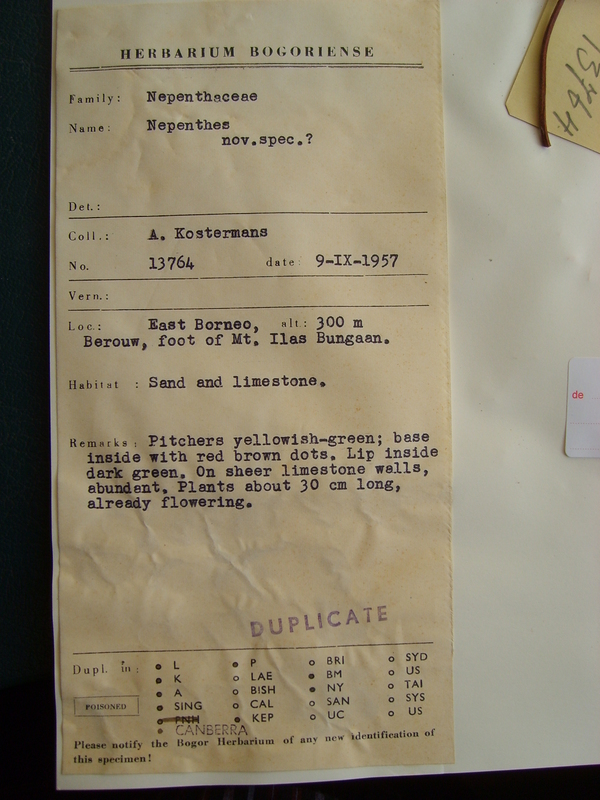
科斯特曼的一份风铃猪笼草标本的标签，示其采集地

岩花山是位于婆罗洲东加里曼丹伯劳附近的一座石灰岩山峰。在印尼语中“ilas”意为“岩石”，“bungaan”意为“开花的”，直译过来即是“开花的岩石”。该山位于“加拉岸河的一个偏远流域”，海拔约300米。
1957年9月8日至9月19日，植物学家A·J·G·科斯特曼考察了岩花山，其为婆罗洲东部考察的一部分。 期间，科斯特曼采集了首份风铃猪笼草（Nepenthes campanulata）标本。其生长于高约100米的“砂质和石灰岩质的岩壁上”。他对该发现描述如下：

|  | 我但时在桑库利朗（Sangkulirang）的林业部工作，我刚刚完成了对岩花上游地区研究。经过了10天的寻找，我们第一次见到了那个黄色的岩壁。走进才发现其呈现为黄色是因该高约50米的岩壁上附满了猪笼草的叶片。我们砍了一棵树做为梯子爬上去。这些猪笼草没有开花也没有结实……” |

1983年至1984年婆罗洲大范围的森林大火烧毁了岩花山，使得风铃猪笼草在该地绝迹。不过在1997年，李乾又在与岩花山相隔400公里的姆鲁山国家公园内再次发现了风铃猪笼草。